# Division légère Burtaire
La division légère Burtaire ou division de marche Burtaire ou DLB est une unité de marche de l'armée française, active au début de la Seconde Guerre mondiale. Elle est créée le 8 juin 1940 après le départ des troupes d'intervalle de l'est du secteur fortifié de Montmédy. La division regroupe les troupes de forteresse qui tiennent alors cette partie du front. Sa mission vise à tenir la ligne principale de résistance et à faire face à une attaque allemande venant de l'ouest. Face à la poussée ennemie, la division abandonne les fortifications de la ligne Maginot et participe à la retraite des armées françaises de l'Est vers le centre de la Lorraine. Régulièrement accrochée pendant son repli, elle cesse d'exister en tant qu'unité constituée le 22 juin 1940.  
La division doit son nom au général de brigade Maurice Burtaire, son chef en juin 1940.

## Composition
Au 8 juin 1940 :
- services de l'ex-secteur fortifié de Montmédy ;
- 136e régiment d'infanterie de forteresse ;
- 155e régiment d'infanterie de forteresse (moins le 1er bataillon, aux ordres de la 3e division d'infanterie nord-africaine) ;
- 311e régiment d'artillerie portée, auquel sont adjointes trois batteries de canons de 105 mm du 169e régiment d'artillerie de position.

À partir du 12 juin 1940, s'ajoute le 132e régiment d'infanterie de forteresse.

## Rattachement
- 8 juin-13 juin : 18e corps d'armée

- 13 juin-15 juin : groupement Dubuisson[3]

- 15 juin-22 juin : 21e corps d'armée[4]

## Historique
L'histoire de la DLB se confond avec celle de la tête de pont de Montmédy, du 8 au 13 juin. À cette date, les ouvrages de la ligne Maginot sont sabotés et abandonnés. La division entame alors une retraite en direction de Verdun. Ordre est donné de s'établir sur une ligne Bois des Caures – Romagne-sous-les-Côtes. La DLB fait la jonction entre la 2e et la 3e armée, avec la 3e DIC à sa gauche et la 58e DI à sa droite. Le même jour, elle passe sous le commandement du général Dubuisson, qui dirige un groupement chargé de la défense de la place de Verdun. Le général Burtaire établit son poste de commandement à Maucourt-sur-Orne. La DLB rejoint ses positions mais ses hommes sont durement éprouvés par le repli, une marche de 30 kilomètres. Troupes de forteresse, ils ne sont pas entraînés à la marche, ni au combat en rase campagne. L'armement et le matériel sont nettement insuffisants. La DLB manque d'artillerie et n'a pas de groupe de reconnaissance.
Dans la nuit du 13 au 14 juin, s'opère un nouveau repli sur une ligne allant de Samogneux à Bezonvaux. Le général Burtaire établit son PC à Bras-sur-Meuse.
Au cours de la journée du 14 juin, la DLB est étrillée par la 71. ID, unité déjà rencontrée sur le champ de bataille par le 155e RIF, le mois précédent. La nuit, la division décroche sur une position qui va de Dugny-sur-Meuse à Haudiomont, en passant par Haudainville et le fort du Rozelier. Le PC s'installe au fort de Génicourt. La retraite se poursuit encore le lendemain. La DLB abandonne la rive gauche de la Meuse et se positionne entre Lacroix-sur-Meuse et Woinville. Une bretelle défensive est constituée entre Saint-Mihiel et Lavignéville. La DLB reçoit la mission de couvrir le passage de la Meuse pour la 3e DIC, jusqu'ici sur la rive gauche du fleuve ; mission dont elle parvient à s'acquitter. Le soir, elle se regroupe au nord de Saint-Mihiel puis est envoyé entre Vignot et Raulecourt, avec notamment la charge de la protection du carrefour de Gironville.
Le 17 juin, elle permet le repli de la 6e DI et la 6e DIC depuis la rive gauche de la Meuse. Ce qui restait du 155e RIF ayant été disloqué au cours de la nuit, la DLB ne peut plus compter que sur les 136e et 132e RIF.
Le 18 juin, le général Burtaire, qui tient alors son PC à Jouy-sous-les-Côtes, le transfert à Rigny-Saint-Martin puis à la ferme du moulin des Onze Fontaines, à Blénod. À cette date, la DLB tient désormais le sud-ouest de la forêt de Meine, de Gibeaumeix à Allamps.
Le 20 juin, devant la poussée allemande, le retrait s'effectue désormais plus à l'est, vers Ochey, et le 21, vers midi, le PC de Burtaire, à Goviller, se retrouve en première ligne. Progressivement encerclés, Burtaire et ses hommes offrent une résistance opiniâtre. Ils se retrouvent néanmoins prisonniers, aux alentours de 18h.
Le lendemain, le groupement Dubuisson est contraint à une capitulation sans condition. Le 23 juin, ce qui reste de la DLB, soit 73 officiers et 2265 sous-officiers et hommes de troupes prennent le chemin de la captivité.